# Théâtre romain des Câteliers
Le théâtre gallo-romain des Câteliers est un édifice de spectacle antique situé à l'écart de l'ancienne ville d’Andeliacum, aujourd'hui Les Andelys, dans le département de l'Eure, en France.
D'un diamètre de 120 m, il est l'un des plus grands théâtres antiques de toute la Gaule, mais il n'en subsiste plus que quelques vestiges de murs et une silhouette dans le paysage. Son plan l'apparente à un théâtre romain classique ou à un amphithéâtre gallo-romain, édifice à vocation mixte, jeux et spectacles.
Probablement construit au Ier ou au IIe siècle apr. J.-C., il est classé au titre des monuments historiques depuis 1928.

## Localisation
Le théâtre est situé sur la commune des Andelys, dans le département français de l'Eure, à environ 1,3 km au nord du chef-lieu communal, sur le territoire de la civitas antique des Véliocasses.
Le théâtre fait partie d'un site antique dont il est le seul vestige connu avec une villa. Construit à 370 mètres au sud de cette dernière et tourné vers le sud, le monument occupe le haut de la déclivité faisant face aux vallées du Gambon et du ruisseau de Paix, mesurant chacune 7 km.
Le territoire de la Haute-Normandie, à l'époque antique, semble être couvert par au moins seize édifices de spectacles qui ne sont jamais à plus de 40 km l'un de l'autre.

## Fouilles et études

### Premières mentions
En 1863, Julien-Ludovic Brossard de Ruville évoque rapidement le mont de Noyers. L'apparence et la localisation des ruines qu'il évoque peuvent se rapporter au théâtre, bien que l'auteur n'émette lui-même aucune hypothèse. Un fragment d'inscription en marbre blanc est porté au musée d'Évreux.

### Travaux de Léon Coutil
Le théâtre est au sens propre découvert par Léon Coutil en 1927. Enfant du pays, Léon Coutil est aussi l'inventeur du théâtre antique de Pîtres. Il en arrive à s'intéresser au site du lieu-dit des « Câteliers », orthographe retenue suivant la cartographie IGN, sur les hauteurs des Andelys, au hameau de Noyers. Ce toponyme évoque la présence d'un ouvrage fortifié qui peut aussi bien résulter d'une mauvaise interprétation des ruines de bâtiments anciens, voire antiques, que de leur réelle mise en défense après l'abandon de leur fonction première.
Il découvre d'abord une villa agraria (la Marguerite) puis le théâtre, à peu de distance, confirmant ainsi l'origine des anomalies de relief curvilignes observées dès la fin du XIXe siècle ; un éboulement a révélé des maçonneries dans un angle de la cavea.
Rapidement fouillé, le site est classé sur la liste des monuments historiques dès 1928.

### Recherches ultérieures
C'est seulement en 1955, à l'initiative de la société d'archéologie locale, que de nouvelles recherches sont effectuées sur le site. Les deux angles du mur de scène sont mis au jour et, pour l'essentiel, ces fouilles réduites confirment les résultats obtenus par Léon Coutil.
En 2006, en l'absence de nouvelles investigations, la forme du théâtre est fossilisée sous une épaisse couverture végétale dense et irrégulière. Les sondages ne sont pas remblayés et une partie des murs reste visible,.
Aucune étude scientifique exhaustive de ce site n'a été publiée et aucun document d'illustration n'est accessible au grand public, à l'exception du plan établi dans les années 1920 et retouché dans les années 1950.

## Description

### Dispositions générales

Plan schématique d'après les fouilles de 1955-1959.

La construction du théâtre peut être datée du Ier ou du IIe siècle apr. J.-C..
Probablement pour réduire les travaux de terrassement et de maçonnerie, le théâtre est adossé à une pente naturelle orientée vers le sud ; cette disposition n'est pas idéale pour les spectateurs qui risquent d'être éblouis par le soleil, comme le souligne Vitruve quand il conçoit le théâtre romain idéal, mais les contraintes topographiques l'ont emporté lors de la construction du monument. Par ses dimensions, ce théâtre est l'un des dix plus grands de la Gaule, le plus vaste étant, selon des relevés de 2018, celui de Mandeure (150 m) : la longueur combinée de son double mur périmétral rectiligne est de 120 m. Son mur de scène n'est pas rectiligne, mais accuse un léger angle vers l'intérieur de la cavea. Un des angles formant la jonction entre le mur périmétral curviligne épais de 1,20 m et le mur périmétral rectiligne large de 2 m est retrouvé sous un bosquet.
Les maçonneries préservées sont composées d'un parement en moyen appareil de calcaire dont les joints sont marqués au fer, avec un noyau en silex lié au mortier, tous ces matériaux semblant d'une origine locale ou proche. Aucune terre cuite architecturale ne semble intervenir dans la confection des murs encore en place, bien qu'il en existe des tessons dans les terres déplacées par l'érosion.

### Cavea
Le mur de précinction de l'orchestra n'a pas été retrouvé, ni celui de séparation des gradins ; Léon Coutil fait cependant figurer un tracé hypothétique pour les précinctions dans son plan d'origine. Aucune trace des gradins ne subsiste, les spectateurs s'asseyant peut-être directement sur le talus engazonné. Une structure traverse la cavea de part en part et du nord au sud ; il s'agit peut-être d'un vomitoire médian transformé en ravine par l'érosion et le ruissellement.
Le mur périmétral de la cavea est conservé de chaque côté sur un tronçon d'environ 20 m de long. Il est renforcé par des contrforts plaqués, trois sont conservés à l'ouest et trois à l'est.

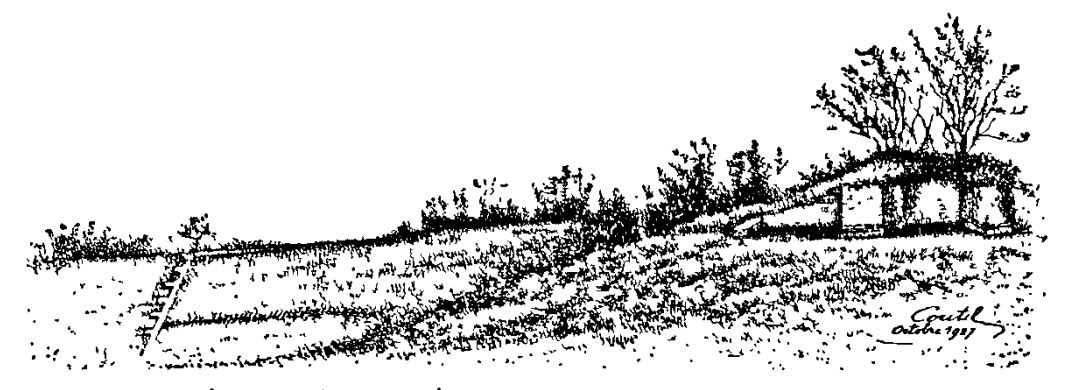
Dessin partiel de la cavea depuis l'angle sud-est (Léon Coutil, octobre 1927).

### Orchestraet scène
Le mur de scène est conservé à ses deux extrémités : à l'ouest, 35,50 m de mur, à l'est, 15,50 m. Le mur périmétral rectiligne, au sud, n'est pas conservé dans son intégralité. Il est rythmé, sur la façade extérieure, par une série de contreforts en pierres maçonnées de 2,50 m de côté, conservés sur 2,50 m de hauteur, dont six sont conservés dans la partie occidentale et trois dans la partie orientale.  La partie centrale de ce mur sur laquelle devait s'appuyer la scène a été retrouvée à 2 m et 2,50 m de profondeur, recouverte entre autres par les terres éboulées de la cavea. 
N'ayant pas retrouvé de vestiges probants d'une bâtiment de scène et ignorant les dimensions précises de l'orchestra, Léon Coutil suggère le théâtre des Câteliers puisse être un amphithéâtre gallo-romain, possédant une cavea incomplète et une arène circulaire ou elliptique.

Le site à l'hiver 2017-2018
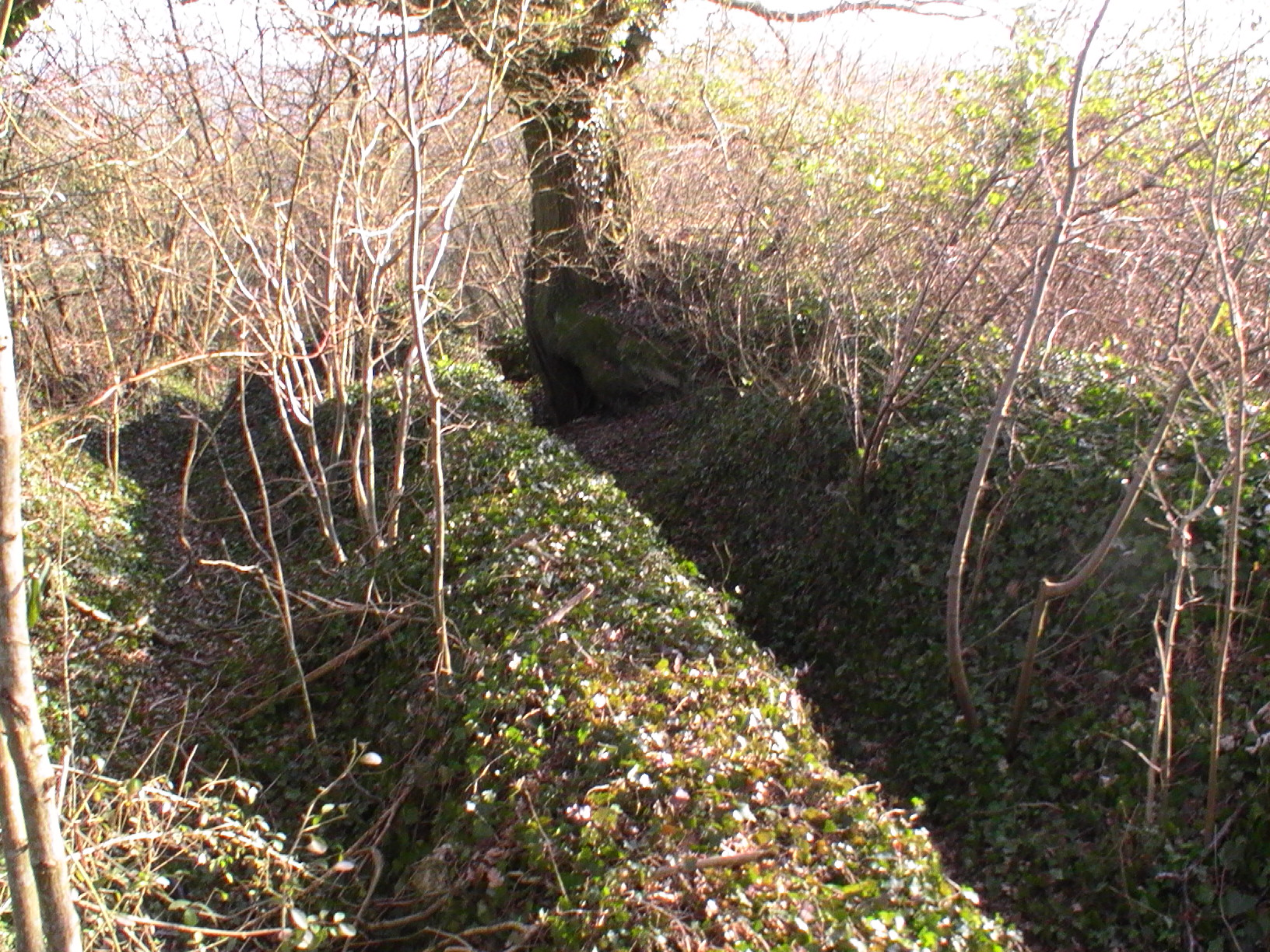
Ancien sondage.
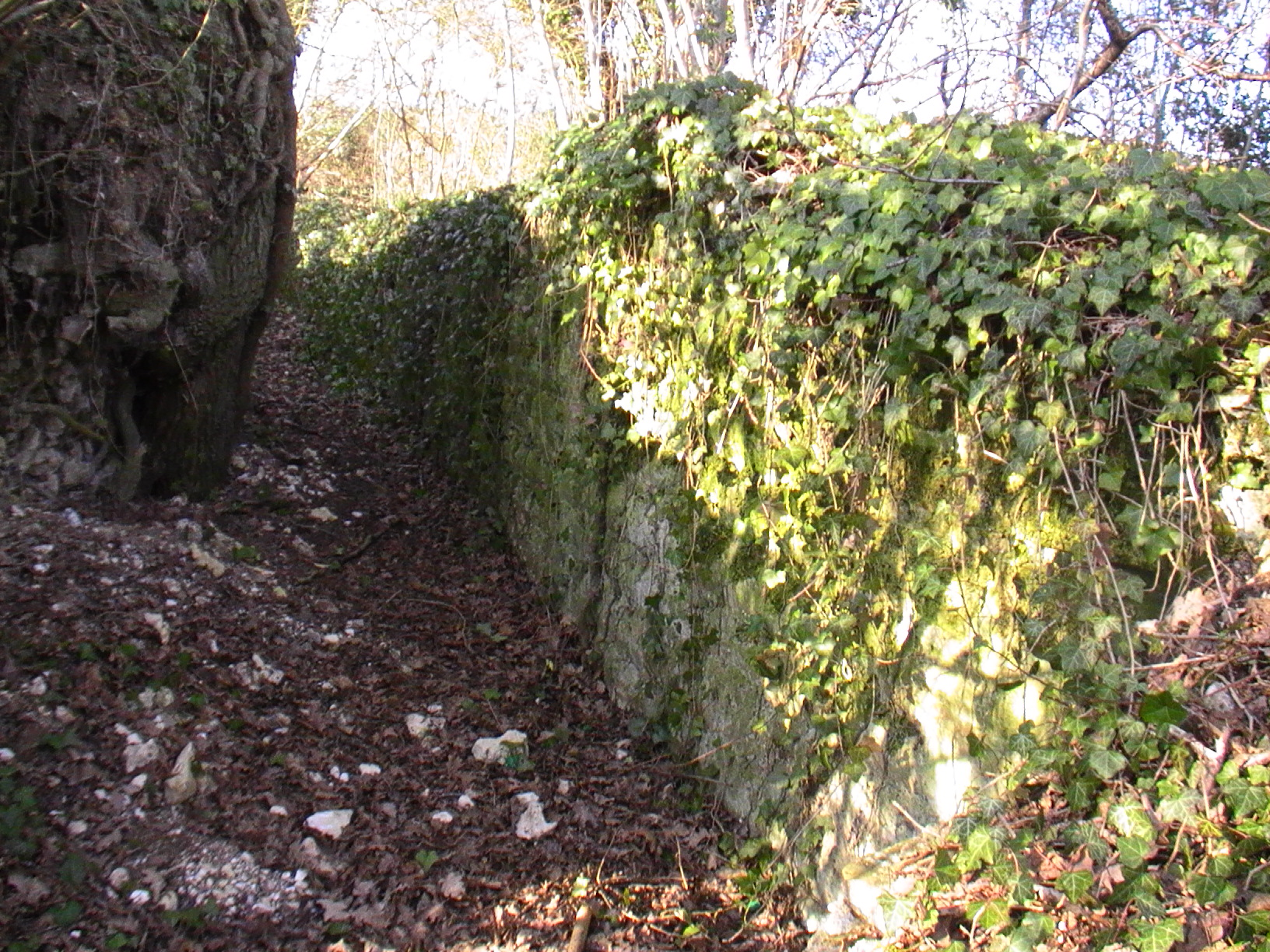
Vestige du mur de scène.
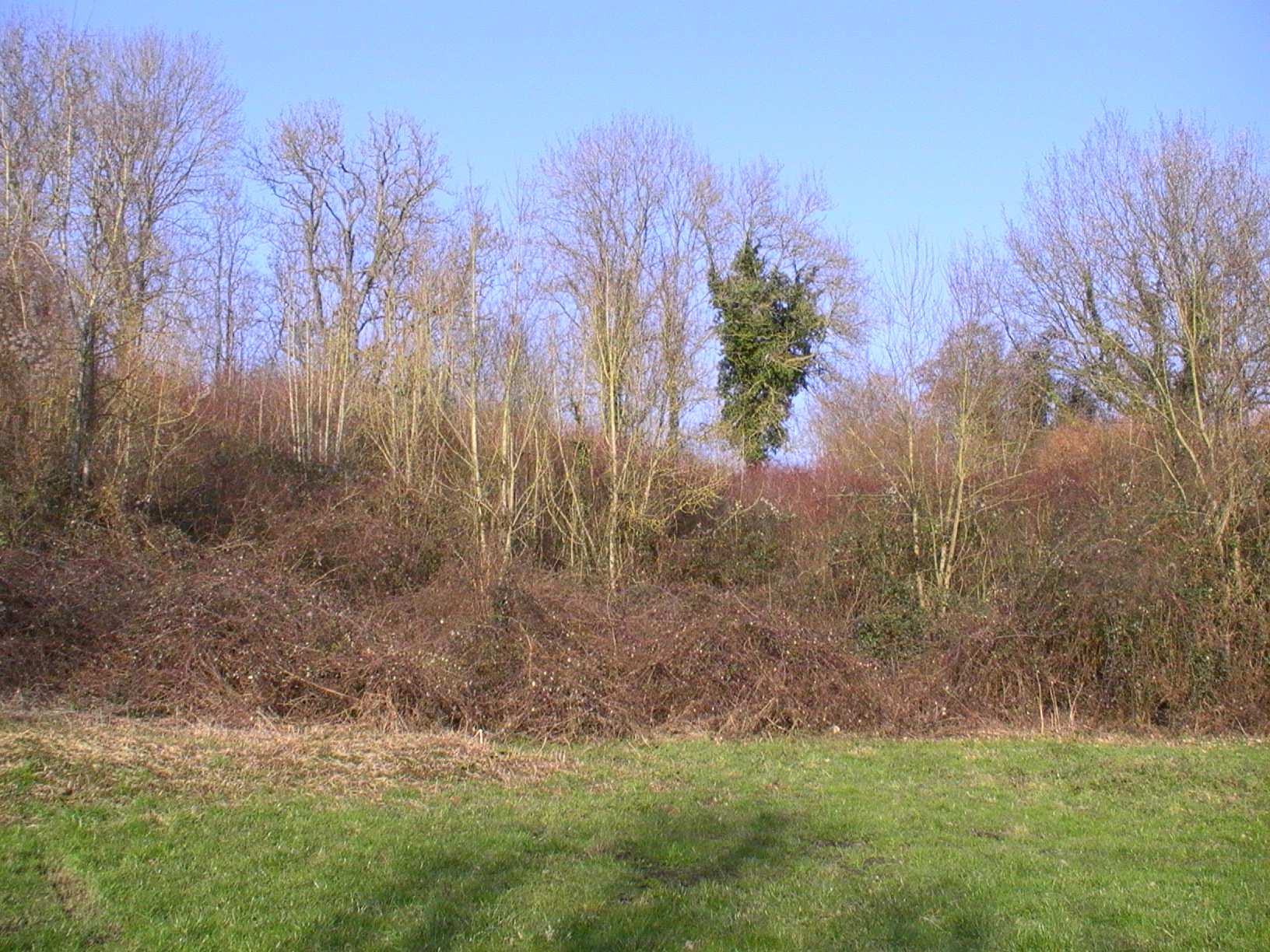
Sommet de la cavea en arrière-plan.
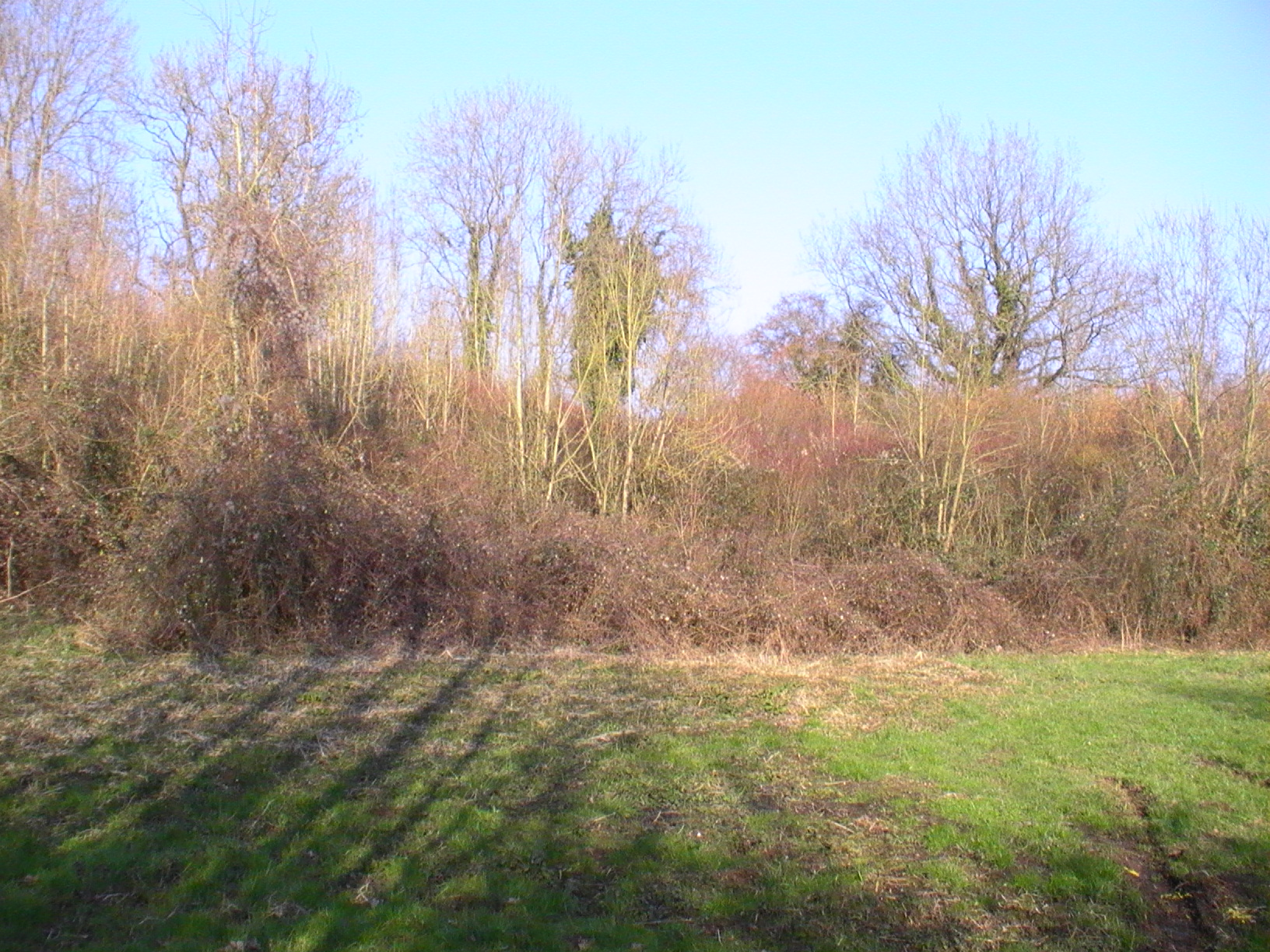
Emplacement de l'orchestra au premier plan.
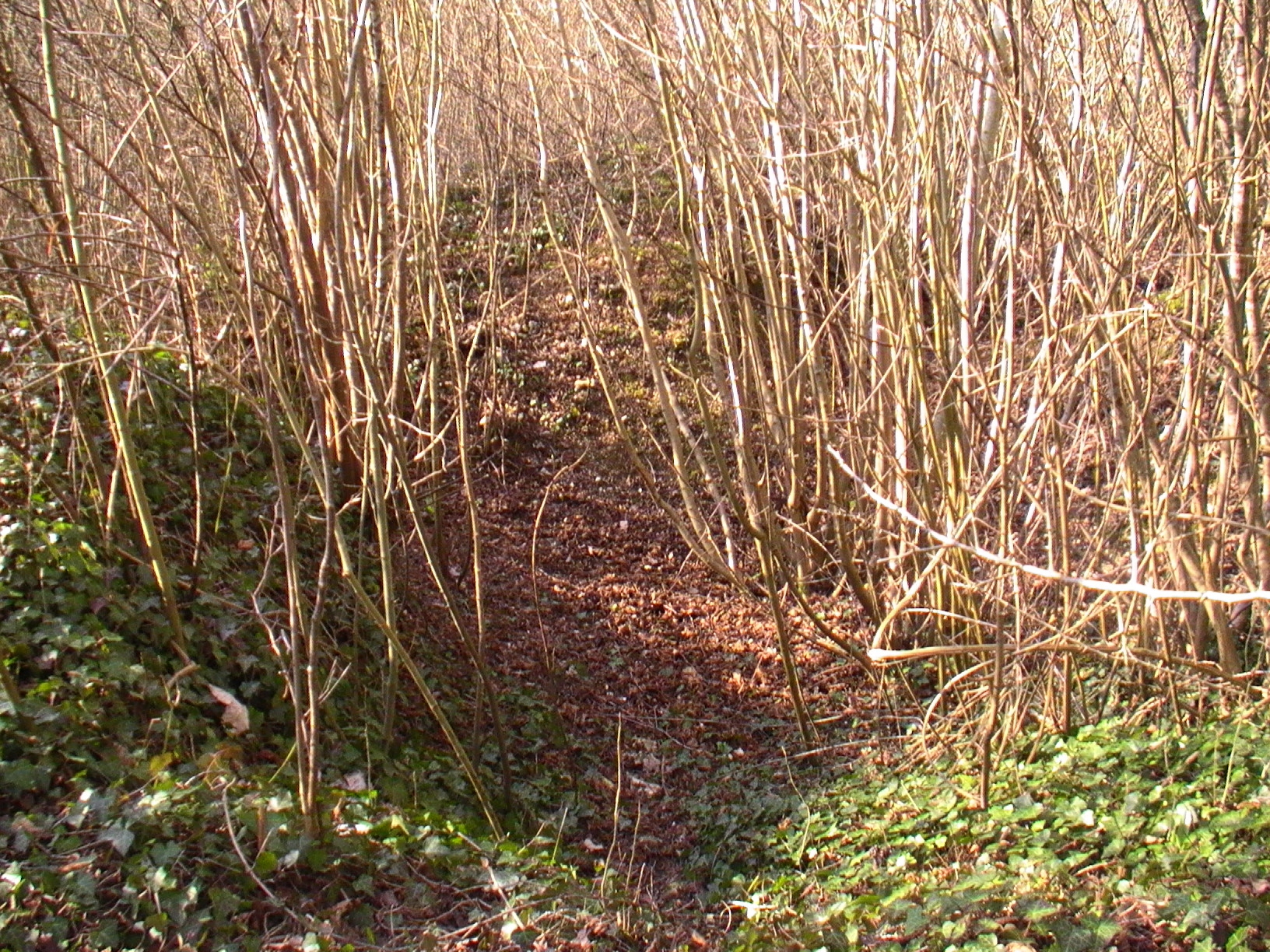
Pente de la cavea.